# Skradin
Skradin (croat) Scardona (italià) (llatí) és una ciutat del županija de Šibenik-Knin de Croàcia, amb una població de 3.986 habitants (2001). És prop del riu Krka i a l'entrada del Parc Nacional de Krka, a 18 km de Šibenik i 100 km de Split. La principal atracció del parc, Skradinski buk, és una sèrie de cascades el nom de les quals prové de Skradin.
El municipi està format pels municipis de Dubravice, Bićine, Bribir, Bratiškovci, Cicvare, Gorice, Gračac, Ićevo, Krković, Lađevci, Međare, Piramatovci, Plastovo, Rupe, Skradinsko Polje, Skradin, Sonković, Vaćani, Velika Glava, Bratiškovci, Žažvić i Ždrapanj.